# Láng Lajos (színművész)
Jászi Láng Lajos (Nagyvárad, 1799. március 28. – Nyírbátor, 1872. augusztus 4.) magyar színész, színigazgató, táncos, koreográfus.

## Élete
Láng Ádám színész és Járdos Anna Mária fia. 1809. február 26-án, Az indusok Angliában című színműben lépett fel először gyermekszerepben Pesten. Ezután is apja mellett maradt és vele együtt volt Pesten 1815-ig, majd Erdélybe került Marosvásárhelyre; később apja társaságával bejárta Magyarországot. Mint jó hangú énekes és kitűnő szólótáncos hasznavehető tagja volt a színtársulatoknak.
1848-ban Debrecenben volt igazgató; megfordult társulatával Bereg, Ung és Szabolcs megyékben. A szabadságharcot követően Nagykállóban élt fiánál, Láng Mórnál. 1849-ben átadta az igazgatást Boldizsár fiának és a társulatnál mint pénztárnok működött 1856 és 1864 között.
1864-ben búcsút mondott a színészi pályának, mire Lauka Lajos, Szabolcs megye alispánja, őt mint napidíjast alkalmazta a telekkönyvnél.
Elhunyt 1872. augusztus 4-én, augusztus 5-én helyezték örök nyugalomra.
Szerkesztett egy magyar balettet Az álmos fonó leányok címmel, melyet 1830. november 4-én Rozsnyón és 1831. április 12-én Debrecenben adtak elő.
Neje csepregi Csepreghy Anna komikai színésznő volt.

## Főbb szerepei
- Máté (Kisfaludy Károly: Stibor vajda)
- Bolond (William Shakespeare: Lear király)
- Bohó Misi (Schröder)
- Sportula (Topfer: Világ divatja)

## Fontosabb művei
- Az álmos fonólányok (táncjáték, 1830)
- Nőudvarlás (vj.)